# Naterki
Naterki (Duits: Nattern) is een plaats in het Poolse district  Olsztyński, woiwodschap Ermland-Mazurië. De plaats maakt deel uit van de gemeente Gietrzwałd en telt 326 (stand na 30.06.2006) inwoners.

## Verkeer en vervoer
- Station Naterki